# Ferrocarril Nacional de Chiriquí
| Ferrocarril de Chiriquí, Panama |                                                                                                |                                    |                                    |
| Streckenlänge: | Pedregal–Boquete: 51,5 km David–Concepcion: 29,0 km Dalega–Potrerillos: 11,3 km Summe: 91,7 km |                                    |                                    |
| Spurweite: | 914 mm (engl. 3-Fuß-Spur)                                                                      |                                    |                                    |
| |                                                                                                |                                    |                                    |
| \| \| 51,5 km (32 mi) \| Bajo Boquete (früher Boquete Bajo) \| Bajo Boquete (früher Boquete Bajo) \| \| \| 37,0 km (23 mi) \| Porterillos \| Porterillos \| \| \| \| \| \| \| \| 25,7 km (16 mi) \| Dolega (früher Dalega) \| Dolega (früher Dalega) \| \| \| 35,4 km (22 mi) \| La Concepcion \| La Concepcion \| \| \| \| Alanje \| \| \| \| \| \| \| \| \| 6,4 km (4 mi) \| David \| David \| \| \| 0,0 km (0 mi) \| Pedregal \| Pedregal \| \| \| \| Hafen von Pedregal \| \| |                                                                                                |                                    |                                    |
| Kopfbahnhof Streckenanfang (Strecke außer Betrieb) | 51,5 km (32 mi)                                                                                | Bajo Boquete (früher Boquete Bajo) | Bajo Boquete (früher Boquete Bajo) |
| Kopfbahnhof Streckenanfang (Strecke außer Betrieb) · Strecke (außer Betrieb) | 37,0 km (23 mi)                                                                                | Porterillos                        | Porterillos                        |
| Abzweig geradeaus und von links (Strecke außer Betrieb) · Strecke nach rechts (außer Betrieb) |                                                                                                |                                    |                                    |
| Bahnhof (Strecke außer Betrieb) | 25,7 km (16 mi)                                                                                | Dolega (früher Dalega)             | Dolega (früher Dalega)             |
| Kopfbahnhof Streckenanfang (Strecke außer Betrieb) · Strecke (außer Betrieb) | 35,4 km (22 mi)                                                                                | La Concepcion                      | La Concepcion                      |
| Bahnhof (Strecke außer Betrieb) · Strecke (außer Betrieb) |                                                                                                | Alanje                             | Alanje                             |
| Strecke nach links (außer Betrieb) · Abzweig geradeaus und von rechts (Strecke außer Betrieb) |                                                                                                |                                    |                                    |
| Bahnhof (Strecke außer Betrieb) | 6,4 km (4 mi)                                                                                  | David                              | David                              |
| Kopfbahnhof Streckenende (Strecke außer Betrieb) | 0,0 km (0 mi)                                                                                  | Pedregal                           | Pedregal                           |
| |                                                                                                | Hafen von Pedregal                 |                                    |

Die Ferrocarril Nacional de Chiriquí war eine 91,7 km lange Schmalspurbahn mit 914 mm Spurweite bei David in Panama.

## Geschichte
Die Arbeiten mit einem Budget von 2.102.202 US-Dollar begannen am 23. April 1914, und die Strecke wurde am 22. April 1916 von Präsident Belisario Porras Barahona eröffnet. Die letzten Bauarbeiten wurden am 1. Juli 1916 abgeschlossen. S. 140 Während der Bauzeit wurde zuerst Holz und dann Kohle für den Betrieb der Dampflokomotiven verwendet. Bald wurde jedoch beschlossen, die Lokomotiven auf Ölbrenner umzurüsten, und die notwendigen Tankstationen wurden installiert. Als Brennstoff wurde daraufhin Rohöl verwendet.
1925 war auf der Strecke kein Signalsystem in Betrieb, die Züge werden per Telefon abgefertigt. Die Telefone waren entlang der gesamten Strecke installiert. Es wurden Stahlrohrmasten verwendet, die Stromleitungen aus Kupferdraht der Stärke 10 trugen. Die Strecke wurde leider nicht ordnungsgemäß in Stand gehalten. Es wurden nur sehr wenige Reparaturen durchgeführt und Ersatz war praktisch unbekannt. Sie war aber um 1925 noch die Haupttransportader für diese Region Panamas.
Die Edwards Rail Car Company berichtete vermutlich Ende der 1920er Jahre, dass drei ihrer Triebwagen von der Ferrocarril de Chiriquí bestellt wurden, von denen mindestens einer ausgeliefert und erfolgreich getestet wurde.
1928 wurde während der Präsidentschaft von Rodolfo Chiari eine Zweigstrecke von La Concepción zur Stadt Puerto Armuelles errichtet und dort ein Bahnhof gebaut. In der Folge ließ die Chiriqui Land Company, eine Tochtergesellschaft der United Fruit Company, von der Regierung weitere Zweigstrecken errichten, auf denen Bananenfrüchte transportiert werden konnten.
Nach 1974 wurde die Infrastruktur der Chiriquí-Eisenbahn dem Ministerium für öffentliche Arbeiten (Ministerio de Obras Públicas) übergeben und der Betrieb um 1990 eingestellt. Zu Beginn des 21. Jahrhunderts werden die Gleise der stillgelegten Eisenbahnen demontiert und für den Bau von Brücken in ländlichen Gegenden wiederverwendet.

## Streckenverlauf

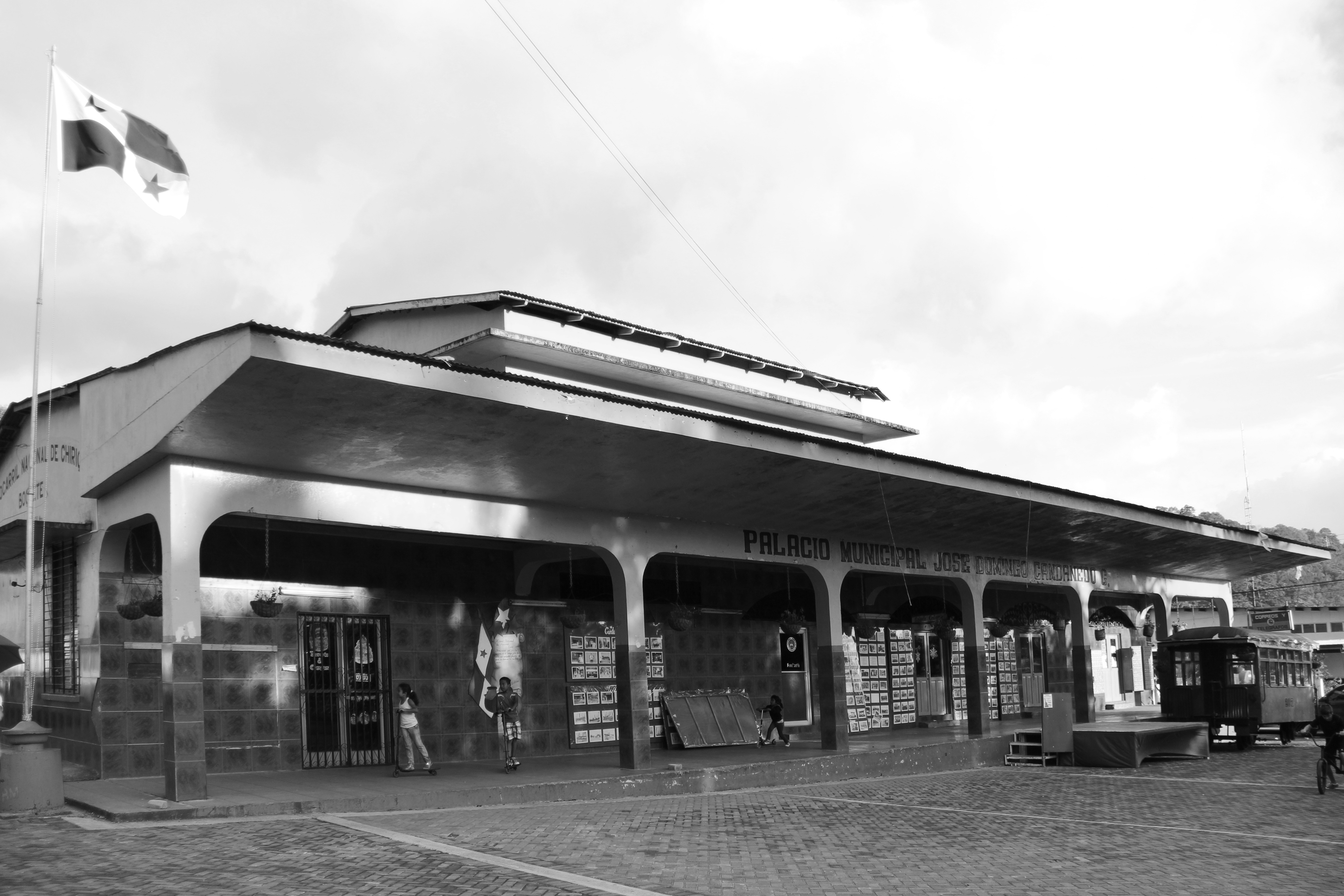
Ehemaliger Bahnhof im Bezirk Boquete

Die Strecke begann in der Hafenstadt Pedregal am schiffbaren Fluss Rio Platatnal, der in den Pazifik fließt. Von dort führte die Strecke 6,4 km (4 mi) nach Norden bis David, der Hauptstadt der Provinz Chiriquí. Bei David zweigte eine Zweigstrecke ab, die nach Westen bis Alanje und von dort aus nach Nordwesten bis zur Endstation in La Concepcion führte, die 29,0 km (18 mi) von David entfernt lag. Die Hauptstrecke verlief in nordwestlicher Richtung bis Bajo Boquete am Rio Caldera, das 51,5 km (32 mi) von Pedregal entfernt lag. Die Strecke stieg Während ihres Verlaufs vom Meeresspiegel bis auf eine Höhe von 1372 m (4.500 Fuß). Auf dieser Strecke, gab es etwa 19,3 km (12 Meilen) nördlich von David eine Abzweigung der 11,3 km (7 mi) langen Zweiglinie in das Rinder- und Zuckerrohrgebiet im Bezirk Potrerillos, am Fuß des berühmten Volcán Barú. S. 140

## Besonderheiten des Streckenbaus

### Spurweite, Steigung und Höchstgeschwindigkeit
Die schmalspurige Strecke hatte eine Spurweite von 914 mm (3 Fuß). Die maximale Steigung der Strecke betrug auf der Zweigstrecke nach La Concepcion 30 ‰ und auf der Hauptstrecke nach Bajo Boquete und der Zweigstrecke nach Potrerillos bis zu 50 ‰. Es gab keine S-Kurven. Kreiskehrschleifen wurden dort eingesetzt, wo Züge mit einer Geschwindigkeit von über 32 km/h (20 mph) fuhren. Auf den steilsten Steigungen fuhren die Züge jedoch im Durchschnitt nicht mehr als 29 km/h (18 mph). Dementsprechend wurde die Überhöhung der äußeren Schienen in den Bögen ausgelegt.

### Schienen und Schwellen
Ursprünglich war vorgesehen, gebrauchte Schienen vom Panamakanalbau mit einem Metergewicht von 35 kg/m (70 Pfund pro Yard) zu verwenden. Nachdem 43 km (26 mi) der Strecke mit diesen Schienen verlegt worden waren, waren jedoch keine weiteren gebrauchten Schienen mehr zu bekommen. Folglich wurde der Rest der Strecke mit neuen Schienen mit einem Metergewicht von 28 kg/m (56 Pfund pro Yard) verlegt. Auf beiden Streckenabschnitten handelte es sich um von der American Society of Civil Engineers genormte T-förmige Standardprofile (Vignolschienen). Die Schienen wurden mit standardisierten Vier-Schrauben-Winkeleisen an den Schwellen befestigt. Bei der Verwendung von Kreosot-Schwellen wurden Schwellenplatten verwendet. Bei David und La Concepcion wurden Gleisdreiecke zum Wenden der Züge verlegt, während bei Boquete eine 60-Fuß-Drehscheibe installiert wurde. Die meisten Weichenherzstücke waren gebrauchte Mangan-Herzstücke, nur die Herzstücke, die mit 28 kg/m Schienen verwendet wurden, waren neu. Beide Herzstücktypen entsprachen in jeder Hinsicht der Standardkonstruktion.

### Gleisschotter

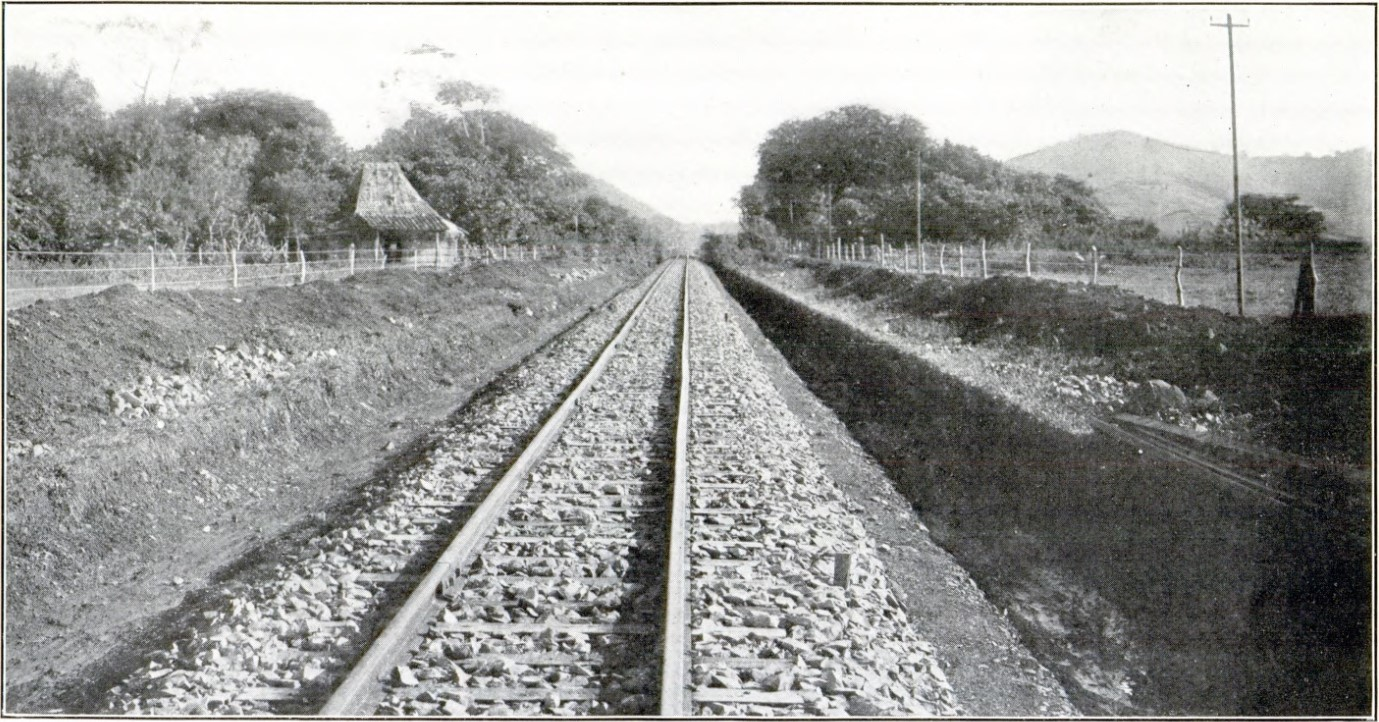
Schotterbett nördlich von David

Die Gleise wurden in Schotter gebettet, wobei aufgrund der vielen einheimischen Arbeitskräfte praktisch die gesamte Steinzerkleinerung von Hand erfolgte. Da die in der ursprünglichen Spezifikatione geforderten 168.000 kreosotimpregnierten Schwellen mit einer Abmessung von 127 × 178 × 1829 mm (5 × 7 Zoll × 6 Fuß), mit zusätzlichen Kosten aus den USA hätten importiert werden müssen, wurden Schwellen aus dem besten verfügbaren einheimischen Holz ersetzt und wurden auf der gesamten Strecke in einem Abstand von 610 mm (24 Zoll) von Mitte zu Mitte verlegt. Diese einheimischen Schwellen haben sich allerdings nicht als zufriedenstellend erwiesen.

### Wassertürme
Bei David wurde ein 75.000 Liter (20.000 Gallonen) fassender Wassertank auf einem Stahlturm installiert, während bei Rio Cochen und Boquete 55.000 Liter (15.000-Gallonen) Tanks errichtet wurden. Das Wasser für die Tanks wurde aus nahegelegenen Bächen bezogen, deren Wasser für Eisenbahnzwecke geeignet war.

### Brücken und Wasserdurchlässe
Sechsundzwanzig Stahlbrücken und 108 Wasserdurchlässe wurden auf der Strecke gebaut. Die Mehrzahl der Durchlässe bestand aus Wellblechrohren mit 0,6 bis 1,8 m (24 bis 72 Zoll) Durchmesser, mit Betonenden und Flügelwänden. Alle großen Rohre unter schweren Schüttungen sind durchgehend mit 30 cm (1 Fuß) dickem Beton verstärkt, um ein Durchhängen zu verhindern. Der Rest der Durchlässe, 1,8 × 1,8 bis 3,0 × 3,0 m (6 × 6 Fuß bis 10 × 10) Fuß waren aus Stahlbeton und Bruchsteinmauerwerk.

### Lichtraumprofil

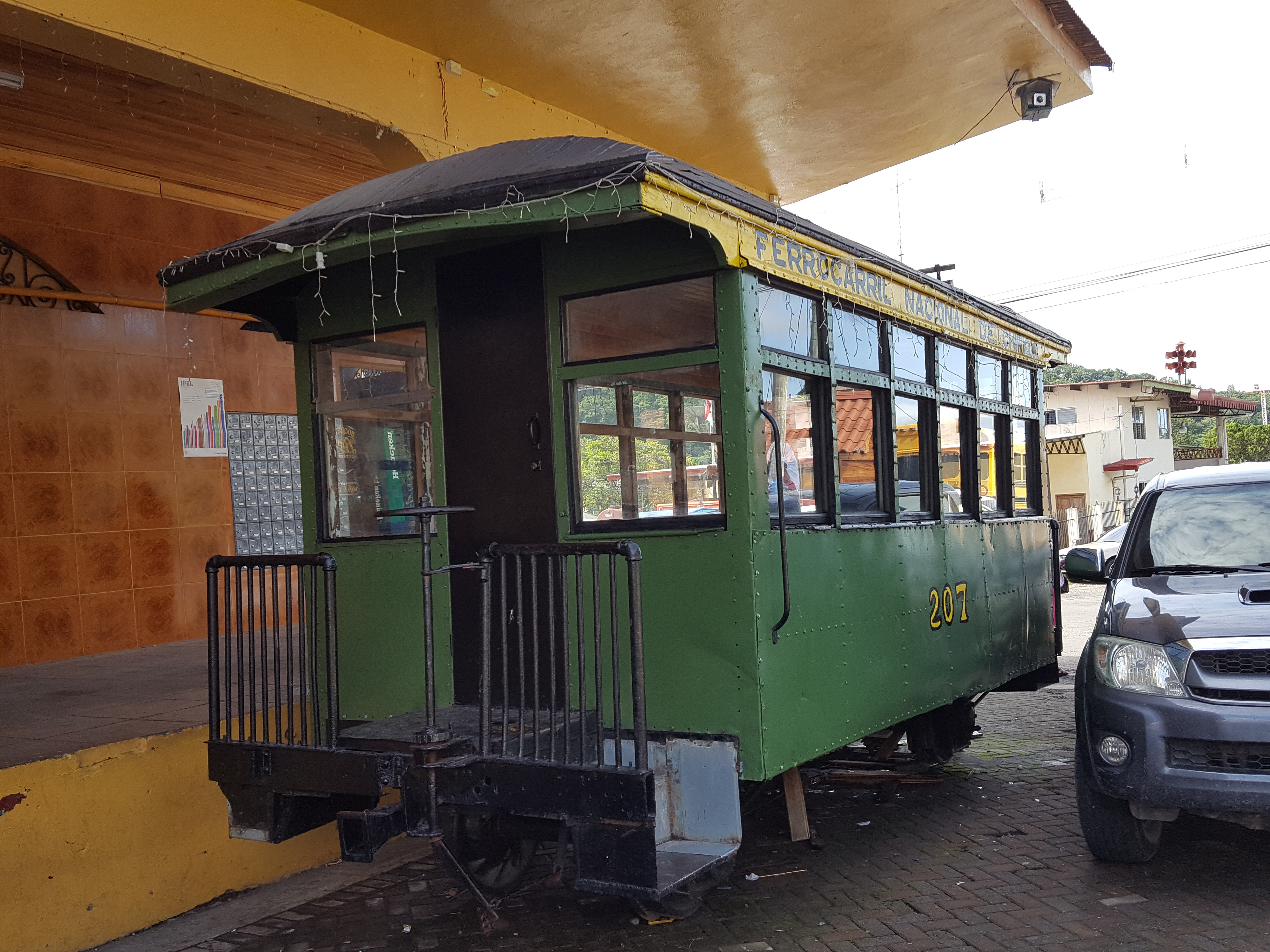
Personenwagen in Boquete

Auf der Strecke gab es keine Tunnel. Das Lichtraumprofil, das durch die Innenabmessungen der Brücken bestimmt wurde, betrug 3,8 m (12 Fuß 8 Zoll) in der Breite oder 6 Fuß 4 Zoll auf jeder Seite der Mittellinie und 1,9 m (18 Fuß 6 Zoll) in der Höhe über der Schienenoberkante. Baumaterial von 12 bis 15 m (40 oder 50 Fuß) Länge konnte durch Verladung auf zwei oder drei gekoppelten Flachwagen transportiert werden.

### Schutzzäune
Die für das Right of Way erforderlichen Viehschutzzäune wurden durch das Aufspannen von vier Stacheldrähten an Holzpfosten aus Wildpflaumenholz hergestellt. Die Viehgitter bestanden aus Stahlblech, die Seitenzäune und Pfosten wurden aus den Blechplatten, die von den Brückenfundamenten übrig geblieben waren, hergestellt. S. 143–144

## Transportaufkommen
Das mit der Chiriqui-Bahn aus dem Landesinneren beförderte Güterverkehrs-Transportaufkommen bestand hauptsächlich aus einheimischen Produkten wie Kaffee, Zucker, Reis, Bananen, Gemüse, Rindern und anderem Vieh. Das eingehende Transportaufkommen umfasste hauptsächlich Konserven, Kleidung und Industriegüter. In beide Richtungen werden nur sehr wenige schwere oder sperrige Güter befördert. S. 143

## Schienenfahrzeuge
Die 1916 und 1922 vorhandenen Schienenfahrzeuge sind in folgender Tabelle aufgelistet: S. 144–145
|                  | 1916 | 1922 |
| ---------------- | --- | --- |
| Dampflokomotiven | 2 Consolidation-Dampflokomotiven der Achsfolge 1’D mit 457 × 610 mm (18 × 24 Zoll) Bohrung × Hub und mit 62½ t Zugkraft. 2 gebrauchte Panamakanal-Satteltank-Lokomotiven mit 254 × 406 mm (10 × 16 Zoll) Bohrung × Hub und mit 18 t Zugkraft. | 2 Consolidation-Dampflokomotiven mit 457 × 610 mm (18 × 24 Zoll) Bohrung × Hub und mit 100 t Zugkraft. Lokomotivgewicht: 55 t, Tendergewicht: 35 t. 1 Satteltank-Rangierlokomotive mit Extratank mit 18 t Zugkraft. |
| Triebwagen       | 2 Draisinen. 19 amerikanische Sechszylinder-Benzin-Triebwagen für den Personenverkehr. | 1 Stutz-Triebwagen für 20 Fahrgäste. 1 Ford-Triebwagen für 12 Fahrgäste. 1 Maxwell-Triebwagen für 10 Fahrgäste. 1 Ford-Draisine für 2 Fahrgäste. 1 Beiwagen für 10 Fahrgäste. 1 Buda-Triebwagen für 10 Fahrgäste.   |
| Güterwagen       | 19 Stahl-Flachwagen für 20 t Ladegewicht mit modernen Luft- und Handbremsen. 6 kleine hölzerne Flachwagen mit 10 t Ladegewicht. | 3 geschlossene Güterwagen für 20 t Ladegewicht. 5 Flachwagen für 20 t Ladegewicht. 7 Tiertransportwagen für 20 t Ladegewicht bzw. 20 Tiere.                                                                         |
| Personenwagen    | 2 Erste-Klasse Personenwagen, einer für 45, der andere für 60 Fahrgäste. | 2 Erste-Klasse Personenwagen für 44 Fahrgäste. 1 Zweite-Klasse Personenwagen für 54 Fahrgäste. 1 gemischter Vieh- und Personenwagen für 46 Fahrgäste.                                                               |
| Baufahrzeuge     | 4 Kippwagen mit 0,75 m³ (1 Kubikyard) Volumen. 1 Denitz-Wagen. 6 kleine zweiachsige Flachwagen. 1 Bucyrus-Dampfschaufelbagger Typ 70 mit 1,9 m³ (2½ Kubikyard) Schaufel. 1 Gleisschotter-Pflug.                                               | |